# Julika Sandt

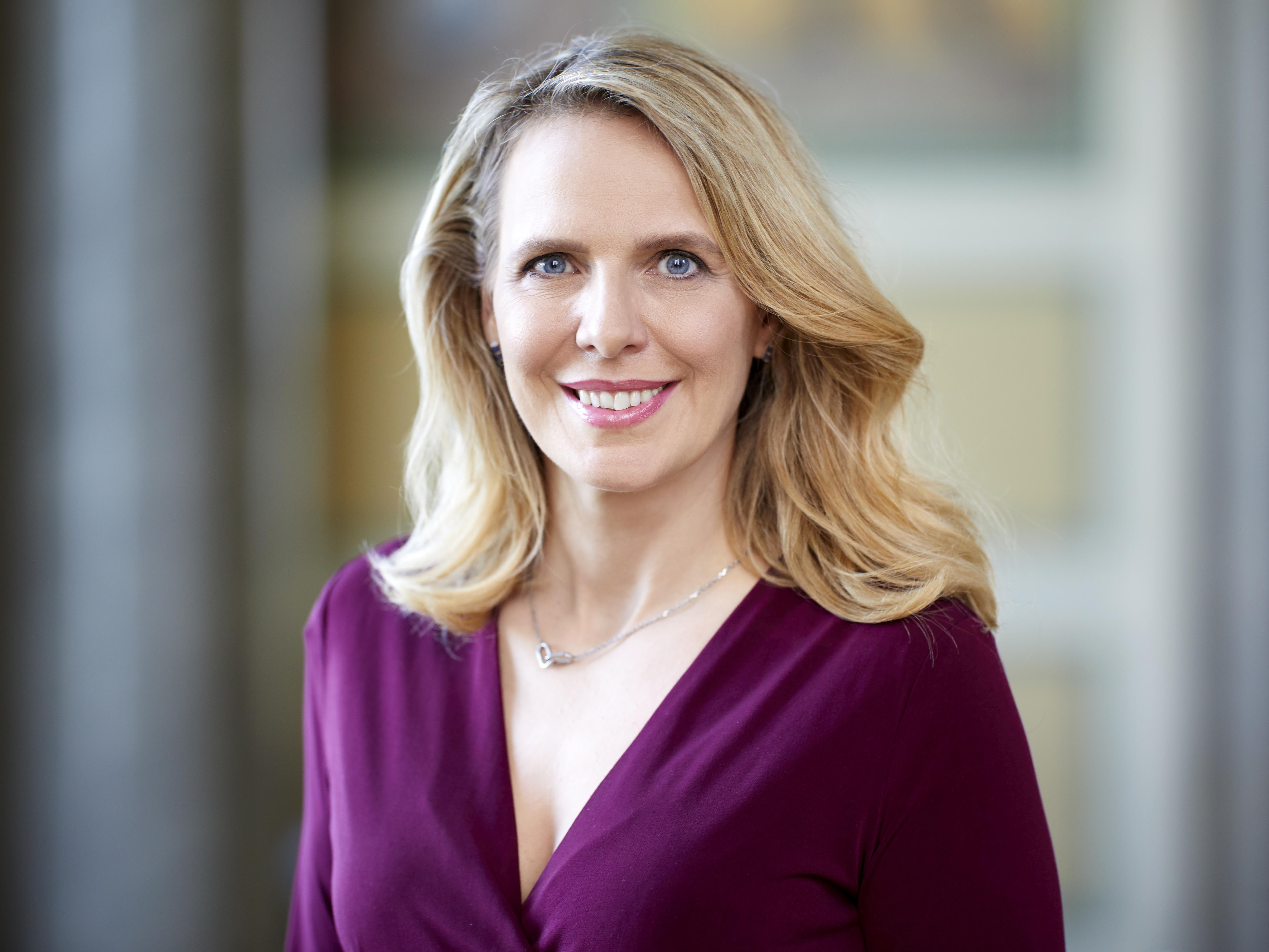
Julika Sandt, 2019

Julika Muriel Sandt (* 22. September 1971 in Hildesheim) ist eine bayerische Politikerin (FDP) und Journalistin. Sandt war von 2008 bis 2013 und von 2018 bis 2023 Mitglied des Bayerischen Landtags. 

## Privates und Berufliches
Sandt studierte Kunstgeschichte, Germanistik und Philosophie u. a. an der Ludwig-Maximilians-Universität München. Nach dem Magister-Abschluss arbeitete sie als Journalistin bei der Pribag Wirtschaftsredaktion in den Bereichen Print, Hörfunk, Fernsehen und Internet. Vor ihrem Einzug in den Landtag verantwortete sie als Leiterin der Pressestelle die Presse- und Öffentlichkeitsarbeit sowie als Chefredakteurin die Zeitschriften der Kassenzahnärztlichen Vereinigung Bayerns. Dorthin kehrte sie 2014 zurück und leitete die Stabsstelle Public Affairs. Nach der erfolgreichen Kandidatur bei der Bayerischen Landtagswahl 2018 ist sie Mitglied des 18. Bayerischen Landtags. Seit 2018 arbeitet Sandt als Kommunikationsberaterin und berichtet als freie Journalistin mit den Schwerpunkten Wirtschaft und Gesundheitspolitik u. a. für die Ärzte Zeitung. Julika Sandt lebt mit ihrer Tochter nahe an der Isar in München.

## Partei und politische Positionen
Julika Sandt trat 2004 in die bayerische FDP ein. 2006 wurde sie stellvertretende Vorsitzende und Pressesprecherin des FDP-Stadtverbands München. Derzeit engagiert sie sich im Kreisvorstand München Süd. Politisch setzt sich Sandt u. a. für gute und bedarfsgerechte Kinderbetreuung – von der Krippe bis zur Ganztagsschule ein. Eines ihrer zentralen Anliegen ist auch die Förderung von Medienkompetenz und digitalem Lernen in der Schule. Darüber hinaus engagiert sie sich für den Filmstandort München. In der Gesundheitspolitik geht es Sandt vor allem um gute Voraussetzungen für eine menschliche und qualitativ hochwertige Behandlung von Patienten. Dazu zählt auch der Erhalt freiberuflicher Strukturen sowie der freien Arzt- und Therapiewahl.

## Öffentliche Ämter
Seit 2008 ist sie Mitglied im Münchner Bezirksausschuss 19 (Thalkirchen-Obersendling-Forstenried-Fürstenried-Solln).
Bei der Landtagswahl 2008 kandidierte sie im Stimmkreis München-Giesing, der sich von Giesing und Harlaching über Sendling, Thalkirchen und Solln bis Forstenried erstreckt. Über die FDP-Bezirksliste Oberbayern wurde sie in den Landtag gewählt. Dort vertrat sie die FDP im Ausschuss für Bildung, Jugend und Sport und im Ausschuss für Eingaben und Beschwerden. Sie war Sprecherin der Fraktion für Kultur, Medien, Jugend und Sport. Darüber hinaus war Julika Sandt Mitglied im Landesdenkmalrat, im Landessportbeirat, im Beirat des Hauses der Bayerischen Geschichte und des Bürgerkulturpreises des Landtags.
Nachdem die FDP bei der Landtagswahl in Bayern 2013 die Fünf-Prozent-Hürde nicht überwinden konnte, endete ihr Mandat. Sandt kandidierte bei der Bayerische Landtagswahl 2018 erneut für die FDP im Stimmkreis 103 und auf Platz 13 der oberbayerischen Liste für den Bayerischen Landtag und wurde erneut in den Landtag gewählt. Dort war Sandt Mitglied des Ausschusses für Arbeit und Soziales, Jugend und Familie sowie stellvertretende Fraktionsvorsitzende der FDP.
Mit dem Ausscheiden der FDP-Fraktion aus dem Bayerischen Landtag nach der Landtagswahl 2023 endete ihr Mandat als Abgeordnete zum 30. Oktober 2023.
Sandt engagiert sich auch außerhalb der Politik in verschiedenen Organisationen, unter anderem im Landesvorstand des Bayerischen Journalistenverbandes (BJV).